# يخنة
اليخنة (أو الدمعة) هي طبق طعام مؤلف من مكونات غذائية مثل الخضار واللحوم مغلية ويقدم مع المرقة، وكلمة يخني هي كلمة تركية الأصل معناها الخضار بالصلصلة الحمراء واللحم.

## التاريخ
عرفت الشعوب أنواعًا من اليخنات منذ أقدم العصور، ويعود تاريخ أقدم دليل معروف على طهي اليخنة في العالم إلى فترة جومون ما بين القرن الثامن والرابع قبل الميلاد في اليابان، حيث ذكر المؤرخ الإغريقي هيرودوت أن السكيثيين كانوا يضعون قطعًا من لحوم الثور أو حيوان آخر بداخل كيس جلدي مصنوع من معدة الحيوان أو ما يعرف بالكرشة، ويضيفون الماء إليه، ثم يسلقونه بهذه الطريقة على نار تصنع بعظام الحيوانات. تحترق العظام جيدًا، بينما ينضج خليط اللحم والمرق بداخل معدة الحيوان بسهولة. وبهذه الطريقة، استخدمت قبائل الأمازون كذلك أصداف السلاحف كأوعية لطهي أحشاء السلحفاة ومكونات أخرى مختلفة بداخلها.
وردت كذلك وصفات لطهي لحم الضأن وصنع يخنات من السمك في كتاب الطبخ الروماني «أبيكيوس» الذي يُعتقد أنه يعود إلى القرن الرابع الميلادي. كما احتوى كتاب «القصاب» أحد أقدم كتب الطهي المكتوبة باللغة الفرنسية، والذي كتبه الطاهي الفرنسي المعروف باسم تايفان في بدايات القرن الرابع عشر على أنواع مختلفة من اليخنات.

## التحضير
تحضر يخنة الخضار باللحمة باستخدام اللحم، والبصل، الفاصوليا، والسبانخ، والبقدونس، والكزبرة، والثوم، والحلبة، والليمون الحامض، والكركم، والزيت النباتي، والفلفل الأسود، والملح.
يفضل استخدام قطع اللحم التي تحتوي على كمية من الدهون في صنع الأنواع المختلفة من اليخنة حيث تعطي القطع التي تحتوي على كمية معينة من النسيج الضام الرخو والجيلاتيني يخنات رطبة ناعمة، في حين أن اللحوم الخالية من الدهون قد تجف بسهولة. يمكن تكثيف قوام اليخنة أحيانًا بتركها على النار حتى تتبخر مايهها أو باستخدام الدقيق كأن تغطى قطع اللحم قبل التحمير بالدقيق أو بعجينة البوري، وهي عجينة تتكون من أجزاء متساوية من الدهون والدقيق، ويمكن أيضًا استخدام مغلظات قوام مثل نشا الذرة أو الأروروت.
تطهى اليخنة عادةً على درجات حرارة منخفضة نسبيًا، ويجب أن تستغرق وقت كافٍ على النار حتى تمتزج نكهات مكونات الخليط جيدًا.

## أنواع اليخنة
- اليخنة البيضاء: هي اليخنه المصنوعة من لحم الضأن أو لحم العجل الذي يغلى لفترة وجيزة ثم يبرد بسرعة ثم يطبخ مع المرق.
- اليخنة البنية: هي اليخنه المصنوعة من اللحم الأحمر الذي يلوح على النار ثم يضاف إليها الطحين وبعض النبيذ ثم تطبخ مع المرق.

## المعلومات الغذائية
تحتوي وجبة يخنة الخضار باللحمة (300غ تقريبا) بحسب موقع شهية، على المعلومات الغذائية التالية:
- السعرات الحرارية: 646
- الدهون: 43
- الدهون المشبعة: 13
- الكوليسترول: 110
- الكاربوهيدرات: 26
- البروتينات: 41

## اليخنات حول العالم

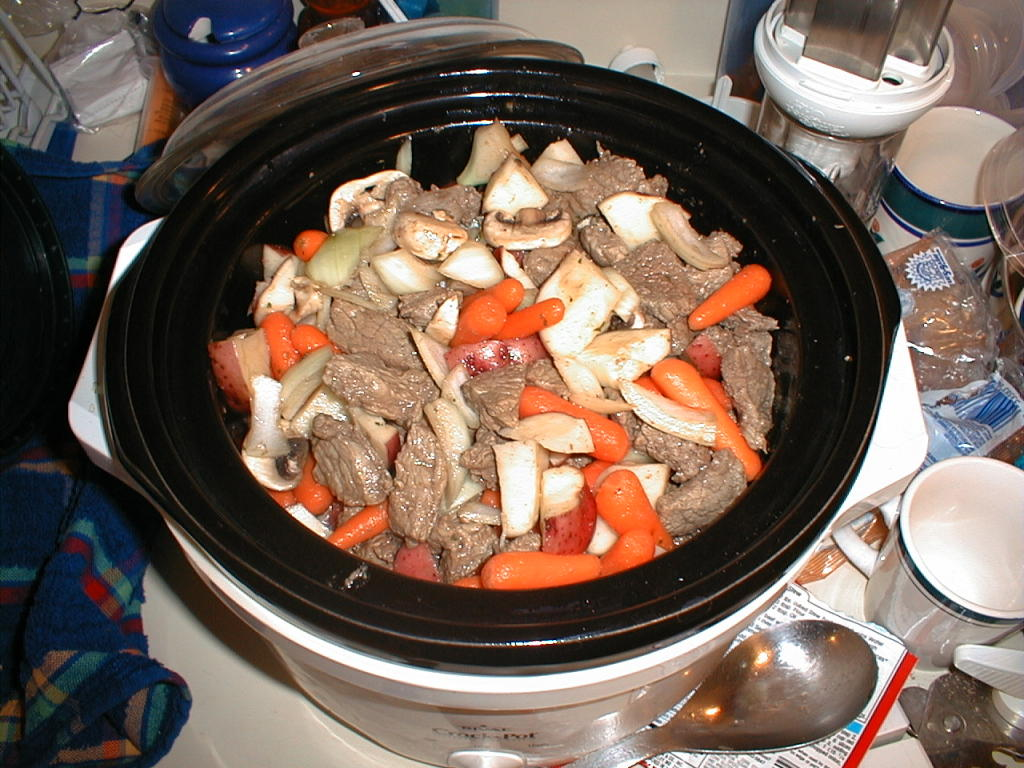
يخنة اللحم البقري

بيف بورغينيون: يخنة فرنسية تتكون من اللحم البقري المطهي في نبيذ بورغوندي الأحمر.
بيف ستروجانوف: يخنة روسية تصنع من اللحم البقري.
بيغوس: يخنة تقليدية من المطبخ البولندي.
بيريا: يخنة مكسيكية تصنع من لحم الماعز.
بو خو: يخنة فييتنامية تصنع من اللحم البقري المطبوخ مع التوابل، وتقدم مع الخبز، أو الأرز، أو المعكرونة.
بوليتو ميستو: يخنة إيطالية تتكون من اللحم البقري مع لحم العجل ولحم الخنزير المطبوخة معًا في مرق نباتي عطري.
بوياه: يخنة لحم أمريكية.
القدر البوسني: يخنة بوسنية تصنع من اللحم البقري أو لحم الضأن وهي من الأطباق الوطنية في البوسنة والهرسك.

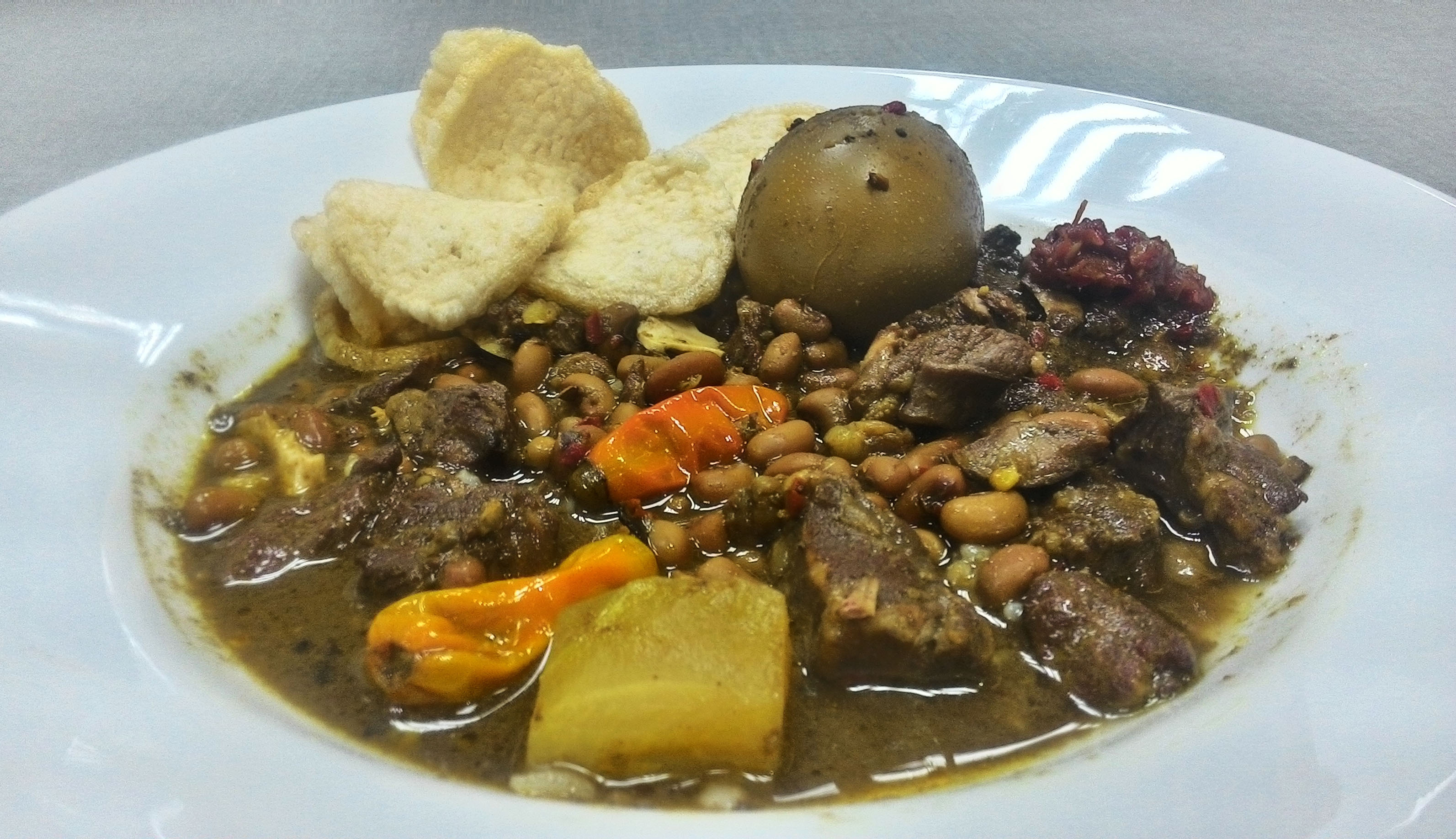
يخنة البرونغكوس من إندونيسيا

برونغكوس: يخنة إندونيسية تصنع من اللحم المتبل الحار مع الفاصوليا وحليب جوز الهند والتوابل المختلفة.
بورديتو: يخنة سمك يونانية تشتهر في مناطق دالماتيا.
كالديرادا: يخنة سمك برتغالية.
اليخنة الفلامنكية: يخنة بلجيكية تقليدية تصنع من اللحم البقري مع مرق البصل والبيرة البلجيكية.
كاول: يخنة ويلزية.

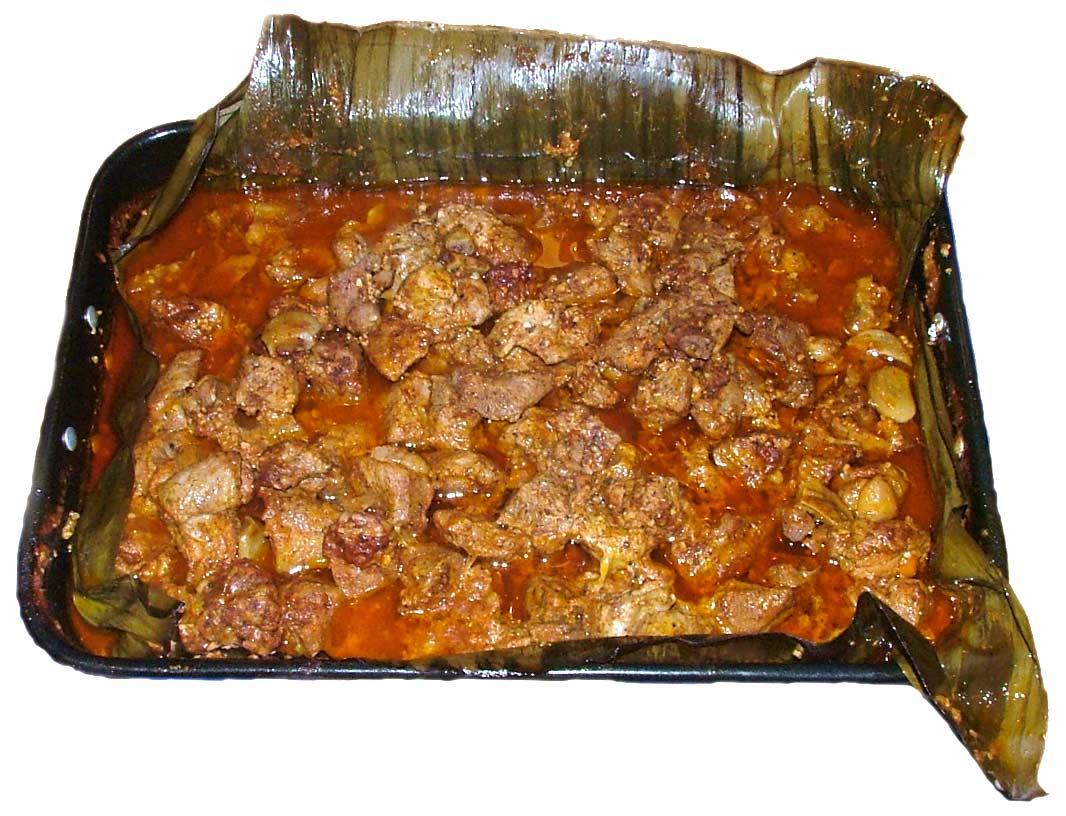
يخنة كوتشينيتا بيبل المكسيكية

كوتشينيتا بيبل: يخنة مكسيكية برتقالية اللون تصنع في شبه جزيرة يوكاتان.
تشاكابولي: يخنة جورجية تصنع من قطع لحم الضأن مع الكزبرة وأوراق الطرخون والنبيذ الأبيض.
تشاناخي: يخنة جورجية تصنع من لحم الغنم مع الطماطم والباذنجان والبطاطس والخضروات والثوم.
تشاركيكان: يخنة تشيلية.
تشانكونابي: يخنة يابانية يضاف فيها إلى اللحم صلصة الصويا أو الميسو، وعادةً ما يتناولها مصارعو السومو.
تشيلي كون كارني: يخنة تشتهر في ولاية تكساس الأمريكية، وتصنع من اللحم مع مرق اللحم والخضروات، والفلفل الحار.
شيلوريو: يخنة مكسيكية تصنع من لحم الخنزير.
سينسيناتي تشيلي: يخنة أدخلها المهجرون المقدونيون واليونانيون إلى مدينة سينسيناتي بولاية أوهايو الأمريكية.
يخنة الكريمة: يخنة يوشوكو يابانية بيضاء.
دوبي: يخنة فرنسية تصنع من مكعبات لحم البقر المطهوة في النبيذ مع الخضروات والثوم والأعشاب.
دينوغوان: يخنة فلبينية تصنع من دم لحم الخنزير.
إويدو: ينخنة خضروات نيجيرية.
فابادا أستوريانا: يخنة تصنع من اللحم مع الفاصوليا في منطقة أستوريا بأسبانيا.
فيجوادا: يخنة الفاصوليا البرازيلية أو البرتغالية.
فيريكال: يخنة نرويجية تقليدية مع لحم الضأن أو لحم الضأن مع الملفوف الأبيض.

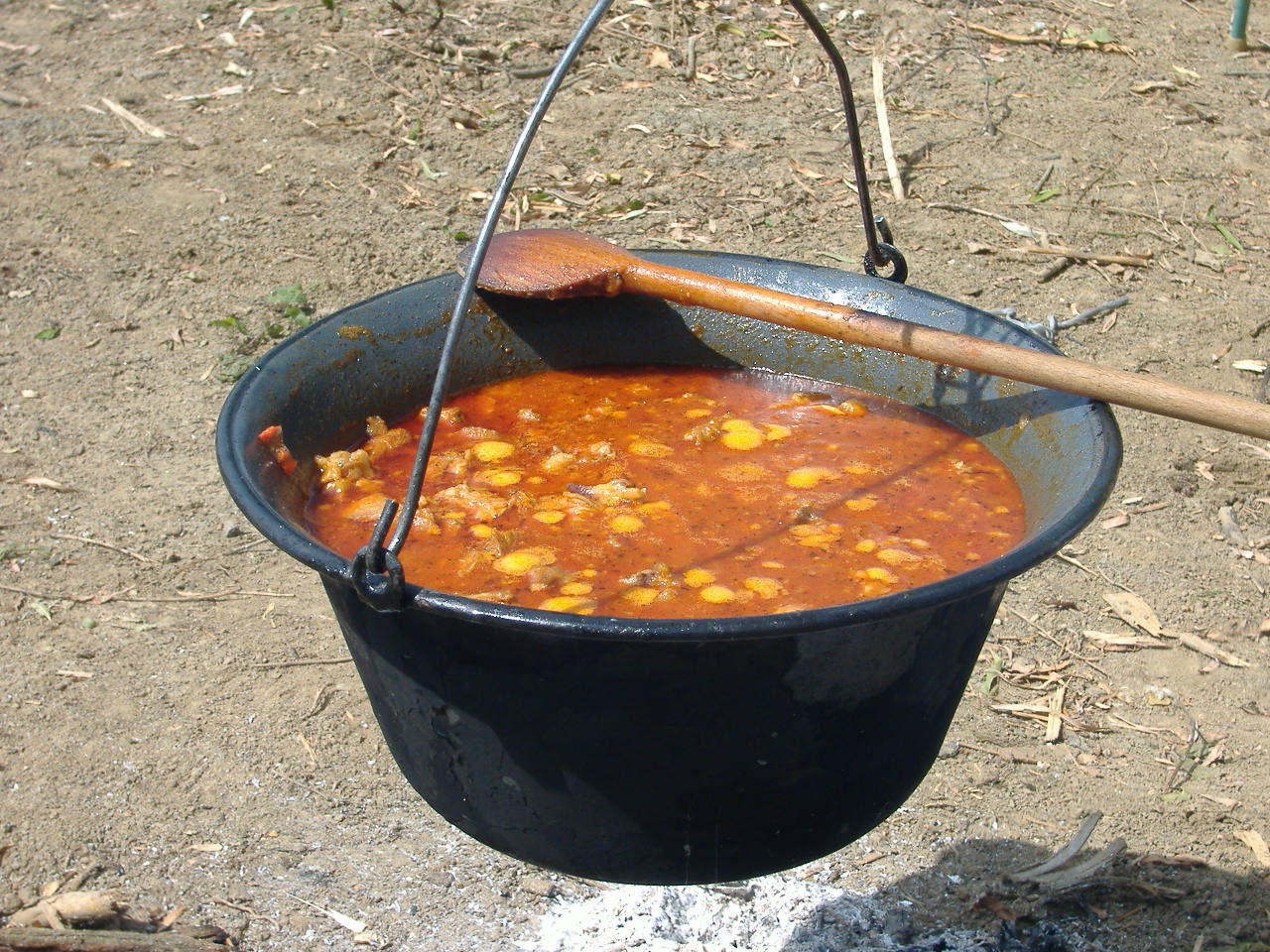
يخنة غولاش مجرية تقليدية

الغولاش: يخنة مجرية تصنع من اللحم مع الفلفل الحلو.
بوركولت: يخنة لحم مجرية تشبه الغولاش بنكهة الفلفل الحلو.
مشانكا: يخنة من لحم الخنزير تشتهر في بيلاروسيا وأوكرانيا.
ماتيلوت: يخنة سمك فرنسية تصنع من أسماك المياه العذبة مع النبيذ.
ميتشادو: يخنة فلبينية تصنع من اللحم البقري.
موكيكا: يخنة برازيلية تصنع من السمك، أو الروبيان، أو السلطعون، أو المأكولات البحرية الأخرى كمكون رئيسي لها.
موكاليكا: يخنة صربية.
نيهاري: يخنة باكستانية تصنع من اللحم البقري، ويتم طهيها طوال الليل كي تقدم على الإفطار.
أولا بودريدا: يخنة إسبانية تصنع من اللحم مع الفاصوليا الحمراء.
بيبروناتا: يخنة إيطالية تصنع من الفلفل.
بيسكادو بلانكو: يخنة مكسيكية تصنع من السمكة البيضاء في مدينة باتزكوارو بولاية ميتشواكان.
بوتجيكوس: يخنة جنوب أفريقية.
بوتوفي: يخنة فرنسية بسيطة من اللحم البقري.
بوتشيرو: يخنة يعود أصلها إلى الأندلس، ولا تزال شائعة في إسبانيا وفي أمريكا الجنوبية والفلبين.
بولوسو: يخنة هندية شائعة في ولاية أندرا برديش في الهند، وعادة ما تكون حامضة ومطبوخة مع عجينة التمر الهندي.
راتاتوي: يخنة خضروات فرنسية.

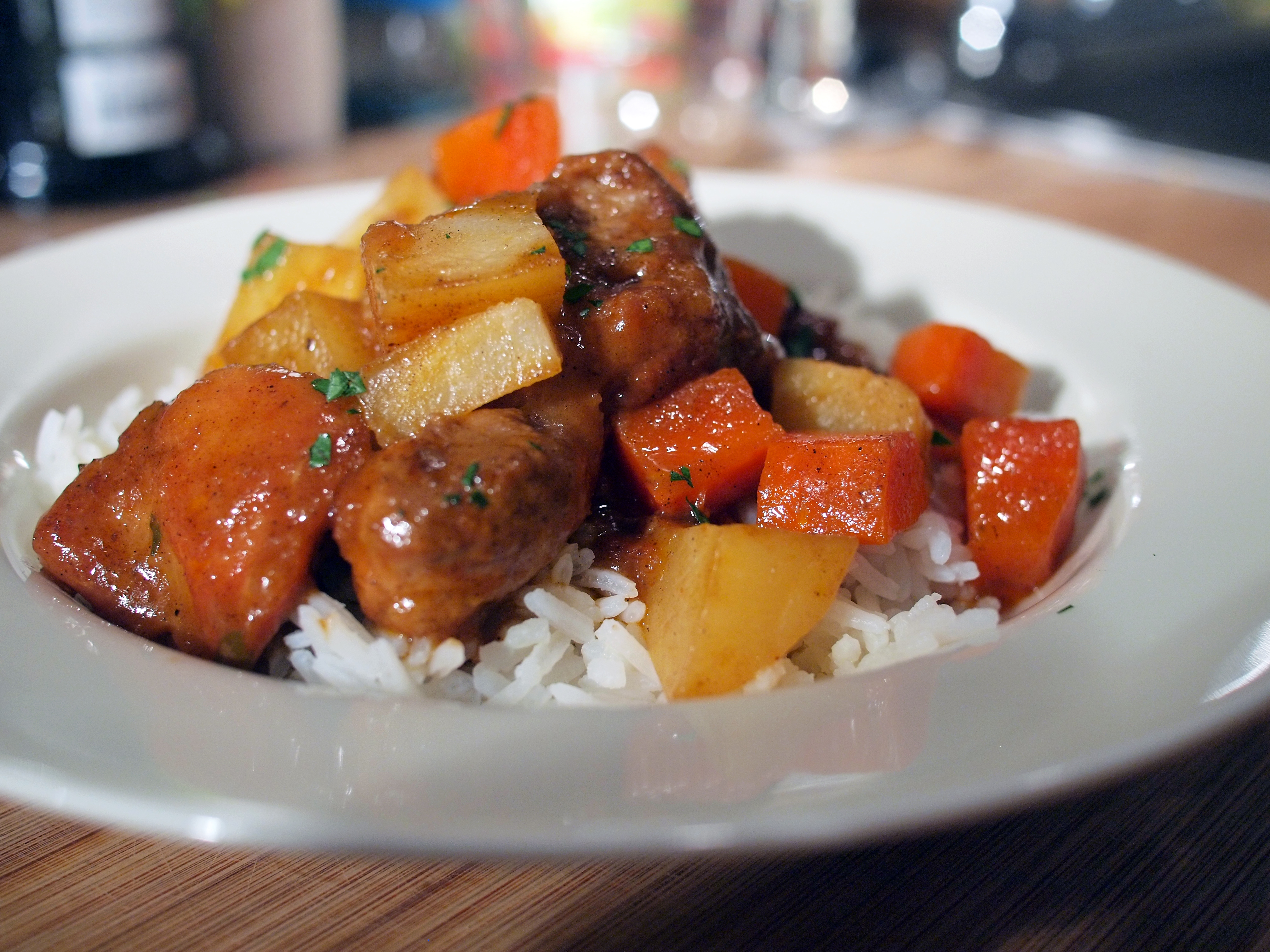
يخنة راغو دي بورك الفرنسية

راغو دي بورك: يخنة فرنسية تصنع من لحم الخنزير.
سانكوتشو: يخنة تصنع في منطقة الكاريبي.
سيمور: يخنة إندونيسية تصنع من اللحم البقري مع الخضروات مثل الباطس والجزر والتوابل المختلفة وصلصة الصويا الحلوة.
توكانو: يخنة رومانية تحتوي على الطماطم والثوم والفلفل الحلو.